# Albert Ballin (transatlantico)
Albert Ballin è stato un transatlantico tedesco di proprietà della compagnia di navigazione tedesca HAPAG.

## Storia
La Albert Ballin fu costruita dalla Blohm & Voss nei suoi cantieri di Amburgo, il nome venne scelto in memoria di Albert Ballin, precedente direttore della compagnia che si suicidò nel 1918- Fu impiegata nella linea transatlantica da Amburgo a New York. Nel 1928 fu modificata per poter introdurre delle cabine per turisti ad uso crocieristico e i motori furono potenziati arrivando alla velocità di 19 nodi. Sei anni dopo subì un nuovo restauro che aumentò le dimensioni e incrementò ulteriormente la velocità massima a 21,5 nodi per poter essere ceduta alla marina tedesca, che la ribattezzò Hansa a causa delle origini giudaiche di Ballin. Il 6 marzo 1945 urtò una mina a Warnemünde e affondò.
Dopo la guerra lo scafo fu ceduta ai sovietici, che lo recuperarono e ricostruirono la nave col nome di Sovetskiy Soyuz (Советский Союз) e la rimisero in servizio. Dal 1955 è stata assegnata al porto di Vladivostok ed operò nell'estremo oriente. Nel 1980 cambiò nuovamente nome in Tobolsk e venne infine dismessa e demolita due anni dopo.